# Daniel Defoe
Daniel Defoe (pronunție în engleză [ˌdænjəl dɨˈfoʊ], născut Daniel Foe; n. 1660, Londra, Regatul Angliei – d. 24 aprilie 1731, Moorfields⁠(d), Anglia, Regatul Marii Britanii) a fost un jurnalist, pamfletar și scriitor englez. Este celebru prin romanul „Robinson Crusoe” (1719), o poveste despre un om naufragiat care a rămas singur pe o insulă.
Împreună cu Samuel Richardson, Defoe este considerat fondatorul romanului englez. Primul mare romancier realist englez, Defoe este un observator minuțios, preocupat de morala individuală și socială..

## Viața
Defoe a început să scrie literatură după ce a exercitat și alte profesiuni, mai întâi ca om de afaceri și apoi ca ziarist. Tatăl lui era un mic negustor londonez pe nume Foe (Defoe și-a adăugat acest prefix aristocratic la mijlocul vieții), care ar fi dorit ca fiul lui să devină preot. Din cauza nonconformismului religios, Defoe nu a avut acces la o educație universitară, astfel, a studiat la o școala a disidenților de la periferia Londrei. În 1684 s-a căsătorit cu Mary Tuffley, fiica unui vânzător de vinuri, cu care a avut 2 băieți și 5 fete. A devenit comerciant în diverse domenii. Negustor, fabricant, contabil, ziarist, agent politic, de multe ori ruinat, falit, închis, în același timp a realizat și o producție literară bogată, o operă de poet și ziarist, de pamfletar și istoric, de economist și călător, de moralist și romancier. Comerțul va continua să-l fascineze pe tot parcursul vieții, oferindu-i în același timp posibilitatea de a observa în amănunt viața și obiceiurile englezești. Interesul lui se îndreaptă totuși către domenii multiple și nu se poate limita numai la afaceri. În 1685 a luat parte la rebeliunea lui Monmouth împotriva lui Iacob al II-lea, dar ca urmare a unei grațieri, obținută probabil în schimbul unei mari sume de bani, a reușit să scape de deportare și execuție atunci când a fost prins. În 1692, războiul cu Franța a avut drept rezultat numeroase pierderi financiare, căci vasele de care erau legate interesele lui au fost capturate și Defoe a dat faliment. Pentru a-și putea plăti creditorii, a înființat o fabrica de cărămizi și țiglă care s-a dovedit a fi o afacere profitabilă.

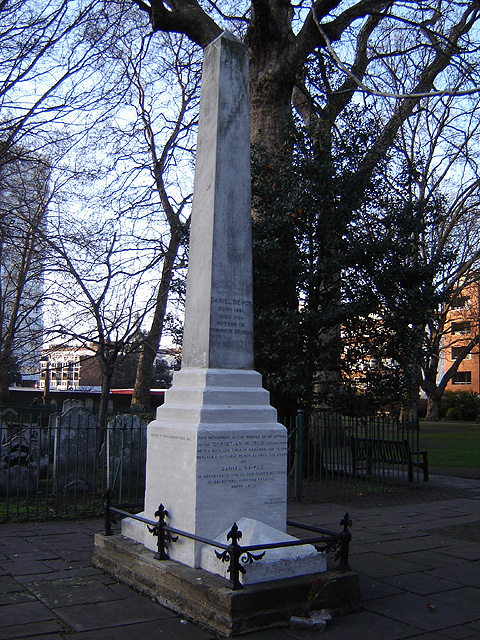
Monumentul în amintirea lui Daniel Defoe din Bunhill Fields, City Road, Londra

La vârsta de patruzeci și trei de ani Defoe a dat faliment a doua oară. În 1704, în timp ce își desfășura activitatea în slujba guvernului, Defoe a colaborat la cea mai vestită publicație a acestuia, „Review”, care a continuat să apară până în 1713. Defoe a scris fără întrerupere articole de ziar pentru douăzeci și șase de perioadice diferite, referindu-se la problemele curente și afaceri externe, controverse religioase și conflictul politic dintre partidele Tory și Whig.

## Destinul literar
În anii 1690 Defoe și-a început cariera de scriitor iar în calitate de autor de pamflete va scrie „Englezul get-beget”. Acest lung poem ridiculizează sentimentele antiolandeze în rândul englezilor. În 1719, la vârsta de cincizeci și nouă de ani, în timp ce continua să scrie articole de ziar, precum și pamflete pe probleme curente, Defoe a abordat un alt gen literar. A început cu „Robinson Crusoe”, apoi a elaborat o serie de biografii fictive, memorii și autobiografii.
Privit în ansamblu, „Robinson Crusoe” apare de asemenea ca un jurnal de călătorie, abundând în detalii de meteorologie, de geografie, de contabilitate, etc., o operă eminamente antifictivă: prin aceasta, Daniel Defoe deține un loc remarcabil în istoria universală a romanului.